# طوس

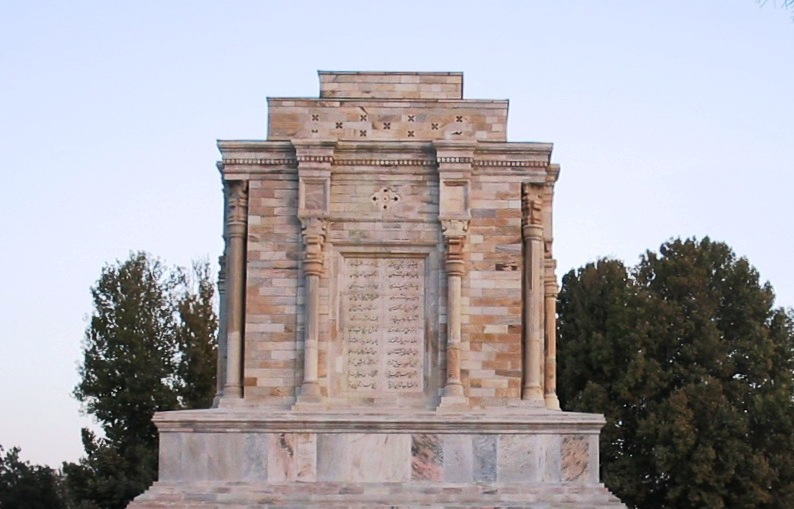
قبر الفردوسي في مدينة طوس.

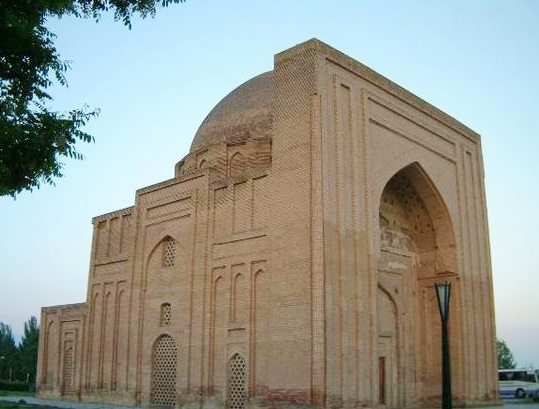
هارونيه.

طوس هي مدينة تاريخية أثرية بإيران تسمى اليوم بمشهد الرضا. کانت من کبری مدن خراسان القدیمة حتی هجوم المغول وهدمهم لها، وبعد القرن السابع لم ترجع إلی ما کانت عليه من قبل أبداً؛ فقد هاجر من بقي من أهلها رویداً رویداً إلی قریة سناباد. كانت المنطقة التي تسمى اليوم طوس أكبر مدينة في المنطقة المحيطة بأكملها في القرن الخامس الميلادي.
كانت طوس مسقط رأس العديد من کبار علماء الفرس في شتی العلوم، ومن مشاهیرهم الشاعر أبو القاسم الفردوسي صاحب کتاب الشاهنامه، ومعاصره أسدي الطوسي صاحب کتاب «لغت فرس» وهو أول معجم فارسي في القرن الخامس للهجرة. ومن العلماء السنة المشهورين أبو حامد الغزالي، ومن علماء الشیعة شیخ الطائفة محمد الطوسي مؤسس الحوزة العلمیة فی النجف في القرن الخامس للهجرة، ونصير الدين الطوسي في القرن السابع للهجرة.
أما الیوم فالمدينة لیست في المکان الأصلي لمدینة طوس القديمة، فلم يَبقى في موقعها الأصلي سوى الأطلال والبقايا والخراب، وهو مکان قریب من مدینة مشهد الحالية حيث تفصلهما مسافة 24 كم. وفي السنوات الأخیرة عُمرت مقبرة الفردوسي الطوسي في أطلال طوس وصارت موقع آثار سياحياً.

## تاريخ
وفقًا للأسطورة، أسس طوس بن نوزار مدينة طوس في مقاطعة خراسان بجوار مدينة مشهد في الحاضر. يقال أن مدينة طوس كانت عاصمة فرثيا ومقر إقامة الملك كاشتاسب، الذي كان أول من اعتنق الزرادشتية. وتمكن الإسكندر الأكبر من الاستيلاء عليها في عام 330 قبل الميلاد.
تمكن الخليفة الأموي عبد الملك بن مروان من أخذ طوس وظلت المدينة تحت سيطرة الأمويين حتى عام 747، عندما هزم أحد أتباع أبو مسلم الخراساني الحاكم الأموي خلال الثورة العباسية. في عام 809، مرض الخليفة العباسي هارون الرشيد وتوفي في طوس، في طريقه لحل اضطرابات في خراسان حينها. ويقع قبره في تلك المنطقة.
كتب اليعقوبي عن طوس في كتابه البلدان: «بطوس قوم من العرب من طيء وغيرهم، وأكثر أهلها عجم، وبها قبر الرشيد أمير المؤمنين، وبها توفي الرضا علي بن موسى بن جعفر بن محمد بن علي بن الحسين عليه السلام، ومدينة طوس العظمى يقال لها نوقان، وخراج البلد مع خراج نيسابور». وفي معجم البلدان، قيل أن طوس تشتمل على بلدتين يقال لإحداهما الطابران وللأخرى نوقان، ولهما أكثر من ألف قرية فتحت في أيام عثمان بن عفان. قال عنها مسعر بن المهلهل: «طوس أربع مدن منها اثنتان كبيرتان واثنتان صغيرتان، وبها آثار أبنية إسلامية جليلة وبها دار حميد بن قحطبة ومساحتها ميل في مثله وفي بعض بساتينها قبر علي بن موسى الرضا وقبر الرشيد وبينها وبين نيسابور قصر هائل عظيم محكم البنيان لم أر مثله علو جدران وإحكام بنيان». كما ذكر ياقوت الحموي عن بطليموس أن «طول طوس إحدى وثمانون درجة وعرضها سبع وثلاثون وهي في الإقليم الرابع».
في عام 1220، دمّر القائد العسكري المغولي سوبوتاي طوس، وبعد عام قتل تولوي خان معظم سكانها، و دمِر قبر الخليفة هارون الرشيد خلال ذلك. بعد عقود، أُعيد بناء طوس تحت حكم كورجيز .
أشهر شخص خرج من تلك المنطقة هو الشاعر أبو قاسم الفردوسي، مؤلف الملحمة الفارسية الشاهنامه، ويقع ضريحه الذي بني عام 1934 بعد ألف عام من ولادته في نفس المدينة. ومن سكان طوس البارزين العالِم والفقيه والفيلسوف الصوفي الغزالي. الموسوعي القديم جابر بن حيان؛ الشاعر أسدي الطوسي. الوزير السلجوقي القوي نظام الملك. عالم الفلك والرياضيات نصير الدين الطوسي. المجتهد الأصولي الشيخ الطوسي؛ والصوفي والمؤرخ أبو نصر السراج.
في كتاب نزهة القلوب ذكر اسم مدينة طوس وقيل فيه أنها «مدينة في بلاد فارس جميلة وبيئتها من حيث الجو مطلوبة ولطيفة، إنها مثل مدن أران وصفاهان في عراق»

## أعلام
- أبو قاسم الفردوسي
- أبو حامد الغزالي
- أبو علي فارمدي
- شرف الدين الطوسي
- نصير الدين الطوسي
- علي الرضا
- هارون الرشيد
- ابن أبي حاتم
- أبو إسحاق العنبري